# Phone Booth
Phone Booth (titulada Última llamada en España y Enlace mortal en Hispanoamérica) es una película estadounidense de suspenso y terror de 2003 dirigida por Joel Schumacher. Está protagonizada por Colin Farrell, Kiefer Sutherland, Forest Whitaker, Radha Mitchell y Katie Holmes. La historia gira en torno a un hombre atrapado en una cabina telefónica por un francotirador. Se planeaba estrenar el filme en el otoño de 2002, pero fue atrasado hasta el 4 de abril de 2003 debido a los ataques de los francotiradores de Beltway.

## Argumento
El narrador comienza mencionando las llamadas telefónicas que realizamos cada día. Presenta a Stu Shepard (Colin Farrell), un arrogante, egoísta y mentiroso publicista, que se plantea engañar a su esposa Kelly (Radha Mitchell). Cada día, tras el trabajo, llama a Pam (Katie Holmes) desde la misma cabina telefónica, ya que no puede llamar desde su celular, ya que Kelly le controla las cuentas del mismo. Cuando un repartidor trata de entregar una pizza en la cabina, Stu le despacha groseramente.
Stu llama a Pam, y, tras colgar, suena el teléfono y Stu contesta. El que habla es un hombre (Kiefer Sutherland) que le dice a Stu que debería haber aceptado la pizza y que no debería dejar la cabina. Stu le pregunta quién es, y el hombre le dice "Alguien que disfruta viéndote". El hombre que habla puede verle. Le dice que va a saludar a su esposa de su parte y cuelga. Luego vuelve a llamar y le dice a Stu que debe decirle la verdad a Kelly y a Pam. El hombre llama a Pam y le cuenta que Stu está casado y que sólo quiere acostarse con ella. Luego el hombre obliga a Stu a llamar a su mujer. Stu lo hace.
Kelly le dice que alguien la llamó diciéndole que Stu la llamaría desde una cabina para decirle algo importante, sin embargo Stu es distraído por dos prostitutas que quieren usar el teléfono. Él se confunde tanto que finalmente termina la llamada con su esposa y le grita a las prostitutas. Entonces, él le dice al hombre que ya había tenido suficiente, pero el hombre le responde que si cuelga, él le va a disparar. Stu no lo cree, pero es convencido cuando el hombre amartilla su arma. Stu se asusta y le advierte al hombre que si él dispara la policía vendría. Sin embargo, el francotirador demuestra que Stu está equivocado, al disparar a un robot de juguete que estaba junto a la cabina sin que nadie lo note.
La situación se complica cuando el proxeneta de las prostitutas se acerca a la cabina y trata de pedirle agradablemente a Stu que se marche, pero Stu, aterrorizado, se rehúsa. El proxeneta ataca la cabina, pero el francotirador le dispara en la espalda y, poco después de morir, la policía llega al lugar y Stu es convertido instantáneamente en el sospechoso. El capitán Ed Ramey (Forest Whitaker) trata de negociar con Stu, pero este responde que "es una llamada importante". Ramey entonces le pregunta a quién le está hablando, y Stu responde "Mi psiquiatra". La prensa también llega y el francotirador dice que Stu debería estar encantado por toda la atención que está recibiendo.
Kelly llega al lugar y el francotirador hace a Stu confesar su intento de infidelidad. Entonces, Pam aparece y el hombre sugiere que una de ellas puede tomar el lugar de Stu, pero él lo convence y se las arregla para informar secretamente al capitán Ramey de la situación usando su teléfono celular. Rápidamente, el francotirador obliga a Stu a confesar sus pecados enfrente de la multitud. 
La policía finalmente localiza al francotirador, rastreando la llamada, y Ramey se lo comunica a Stu a través de un mensaje cifrado. Stu, triunfalmente, le informa al hombre que los policías lo van a matar y el francotirador elige tomar a Kelly consigo, pero Stu toma el arma puesta en el techo de la cabina por el hombre y corre fuera de la cabina y grita "¡Es a mí a quien quieres!". Un policía le dispara con una bala de goma, al mismo tiempo que la policía llega al cuarto donde el hombre está. Allí encuentran el cuerpo del repartidor de pizza. Se deja creer a la audiencia que él había sido el francotirador y que se suicidó cuando oyó a los policías venir.
Cuando Stu es puesto en la ambulancia minutos más tarde y adormecido por una dosis de morfina, un hombre con un abrigo se le acerca y le dice que está apenado por lo del repartidor de pizza, y también le advierte a Stu que si su nueva honestidad no dura, va a oír de él. Entonces el verdadero francotirador sale de la escena y su voz repite las primeras palabras que dijo a Stu: "¿No es curioso? Suena un teléfono y podría ser cualquiera... Pero cuando suena hay que contestar, ¿verdad?"
El filme termina con el sonido de un teléfono timbrando, seguido de la voz de un hombre contestando, "¿Diga?".

## Reparto
- Colin Farrell como Stuart "Stu" Shepard.
- Kiefer Sutherland como El francotirador.
- Forest Whitaker como el Capitán Ed Ramey.
- Radha Mitchell como Kelly Shepard.
- Katie Holmes como Pamela McFadden.
- Paula Jai Parker como Felicia.
- Tia Texada como Asia.
- John Enos III como Leon.
- Richard T. Jones como el Sargento Cole.
- Keith Nobbs como Adam.
- Ben Foster como Big Q, el rapero (no acreditado).

## Rodaje
El trabajo principal del rodaje fue completado en diez días, con dos días adicionales para establecer tomas y refilmar algunas escenas. La película usa la técnica de acción en tiempo real, por lo que la cantidad de tiempo en el que la película toma lugar es igual al período que toma verla, como en la serie televisiva 24, en la cual también participa Kiefer Sutherland.
A pesar de que el filme está ambientado en Nueva York, fue filmado en el centro de Los Ángeles (en Fifth Street, entre Broadway Street y Spring Street). Esto se puede apreciar en los buses del LACMTA que pasan periódicamente.
Larry Cohen tomó el concepto de un filme tomando lugar completamente en una cabina telefónica de Alfred Hitchcock en la década de 1960. A Hitchcock le gustaba la idea, pero él y Cohen no pudieron encontrar una razón para justificar el confinamiento en la cabina, por lo que Hitchcock nunca concretó un filme con la idea. Cohen retomó la idea de nuevo a finales de la década de 1990, cuando tuvo la idea del francotirador.

## Recaudación
El filme recaudó 46 566 212 dólares en los Estados Unidos y 97 837 138 dólares en todo el mundo.